# Hauptscharführer

Patki kołnierzowe SS-Hauptscharführera

Hauptscharführer – podoficerski stopień paramilitarny w SS, który odpowiadał stopniowi Oberfeldwebel w Wehrmachcie. Na patkach Hauptscharführera były dwie gwiazdki i belka, natomiast na pagonie znajdowały się dwie gwiazdki otoczone białym pasmem. W SA jego odpowiednikiem był SA-Obertruppführer.